# Radicaal 39
Van de in totaal 214 Kangxi-radicalen heeft radicaal 39 de betekenis kind en zaad. Het is een van de eenendertig radicalen die bestaat uit drie strepen.
Aan de vroegste vorm van het karakter is nog te zien dat het een zuigeling uitbeeldt met uitgestrekte armen. Het karakter is in de loop der eeuwen sterk gestileerd en daardoor abstracter geworden, toch zijn alle elementen nog terug te vinden in het karakter.
In het Kangxi-woordenboek zijn er 83 karakters die dit radicaal gebruiken.
| Woord    | Pīnyīn        | Vertaling    |
| -------- | ------------- | ------------ |
| 子孙     | zǐ sūn        | nakomelingen |
| 子子孙孙 | zǐ zǐ sūn sūn | nakomelingen |
| 孩子     | hái zǐ        | kind         |
| 女子     | nǚ zǐ         | meisje       |
| 子女     | zǐ nǚ         | kinderen     |

## Karakters met het radicaal 39

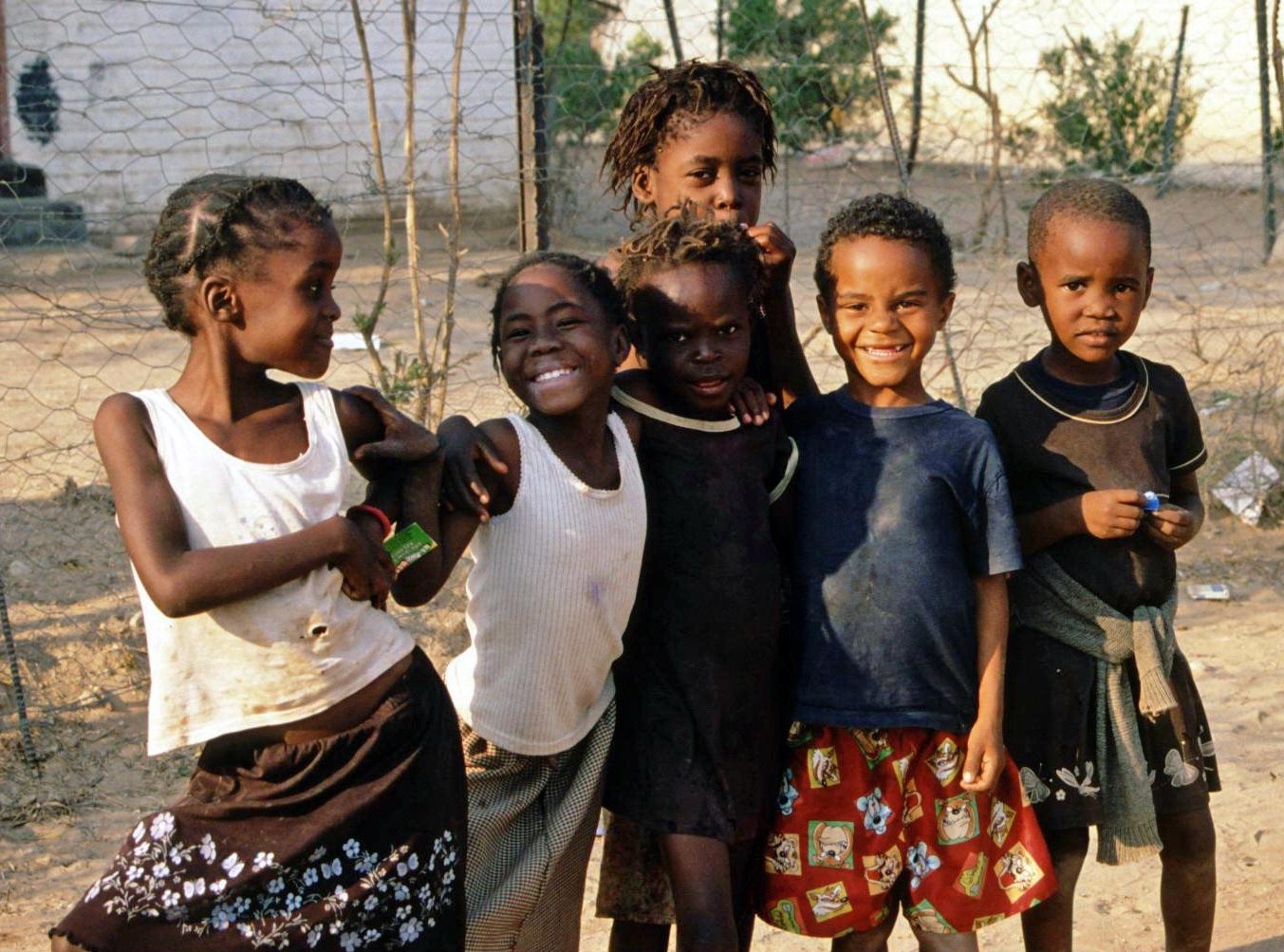
Kinderen in Namibië.

| Strepen | Karakter                   |
| ------- | -------------------------- |
| + 0     | 子 孑 孒 孓                |
| + 1     | 孔                         |
| + 2     | 孕                         |
| + 3     | 孖 字 存 孙                |
| + 4     | 孚 孛 孜 孝 孞 斈          |
| + 5     | 孟 孠 孡 孢 季 孤 孥 学 孧 |
| + 6     | 孨 孩 孪                   |
| + 7     | 孫 孬 孭                   |
| + 8     | 孮 孯 孰 孲                |
| + 9     | 孱                         |
| + 10    | 孳 孴 孶                   |
| + 11    | 孵 孷                      |
| + 13    | 學 孹                      |
| + 14    | 孺 孻                      |
| + 16    | 孼                         |
| + 17    | 孽 孾                      |
| + 19    | 孿                         |

Orakelbotkarakter
Bronskarakter
Groot zegelkarakter
Klein zegelkarakter